# گری اسکات تامسون
گری اسکات تامسون (انگلیسی: Gary Scott Thompson؛ زادهٔ ۷ اکتبر ۱۹۵۹) بازیگر، فیلم‌نامه‌نویس، تهیه‌کننده تلویزیونی اهل ایالات متحده آمریکا است. وی بنیان‌گذار شرکت فیلم‌ساز پاگوپاگو پروداکشنز است.
از فیلم‌ها یا مجموعه‌های تلویزیونی که وی در آن‌ها نقش داشته‌است، می‌توان به کی-۹: پی.آی.، کی-۹۱۱، مرد توخالی، مرد توخالی ۲، سریع و خشمگین، ۲ سریع و ۲ خشمگین، ۸۸ دقیقه و نایت رایدر اشاره نمود.